# Biaroza
Biaroza (în belarusă Бяро́за) este un oraș din regiunea Brest, Belarus și reședința raionului Biaroza. Numele orașului înseamnă "mesteacăn" în bielorusă.